# Synthomer
Die Synthomer ist ein internationales Unternehmen der Chemischen Industrie mit Spezialisierung auf synthetischen Latex.
An insgesamt mehr als 35 Standorten weltweit produzieren und vertreiben circa 4750 Mitarbeiter Latex und andere Emulsionspolymere. Der Unternehmenssitz liegt in London, Großbritannien.
2011 fusionierten die Synthomer und PolymerLatex. Seither ist die Firma einer der weltweit führenden Lieferanten von Latex und Spezialchemikalien.
Die Kunden des Unternehmens kommen aus den Bereichen Bauprodukte, Farben und Lacke, Schutzhandschuhe, Klebstoffe, Papier-, Teppich- und Textilindustrie.
Der deutsche Hauptstandort befindet sich in Marl im Industriepark Dorsten/Marl und einer Produktionsanlage im Chemiepark. Ein weiterer deutscher Produktionsstandort befindet sich im niedersächsischen Langelsheim im dortigen Chemiepark und in Worms.